# Liliana Moreno
Blanca Liliana Moreno Canchon, née le 8 juillet 1992 à Bogota, est une coureuse cycliste colombienne, membre de l'équipe Astana.

## Palmarès

### Par année
- 2010
  -  Championne de Colombie du contre-la-montre juniors
- 2011
  - 3e du Tour Femenino (es)
- 2012
  - Tour Femenino (es) :
    - Classement général
    - 2e étape
- 2013
  - Tour Femenino (es) :
    - Classement général
    - Prologue, 2e et 3e étapes
- 2016
  - 3e étape de la Vuelta Femenino del Porvenir
  - Vuelta a Cundinamarca
  - 2e du championnat de Colombie sur route
  - 3e de la Vuelta al Tolima
  - 3e de la Vuelta a Boyacá
- 2017
  - 3e étape du Tour du Costa Rica
  - Vuelta a Cundinamarca
  - Vuelta a Boyacá
  - 3e du Tour de Colombie
  - 3e du Tour du Costa Rica
- 2018
  - Tour du Costa Rica : 
    - Classeement général
    - 2e étape

  - 2e du Tour de Colombie
  - 2e du Grand Prix du Comité Olympique National
  - 3e du Tour du Guatemala
- 2019
  -  Championne de Colombie sur route
  - Tour du Guatemala
- 2021
  - 3e du Tour du Guatemala

### Classements mondiaux
| Année                                 | 2016 | 2017 | 2018 | 2019 | 2020 | 2021 |
| ------------------------------------- | ---- | ---- | ---- | ---- | ---- | ---- |
| Classement UCI                        | 221e | 170e | 196e | 75e  | 660e | 434e |
| UCI World Tour                        | nc   | nc   | 117e | 209e | nc   | nc   |
|                                       |      |      |      |      |      |      |
| Légende : nc = non classéSource : UCI |      |      |      |      |      |      |